# Grofovi Clermont-en-Beauvaisisa
Ovo je popis francuskih grofova Clermont-en-Beauvaisisa. Glavni grad te grofovije bio je Clermont. Nije potpuno jasno tko je bio prvi grof.

## Dinastija Clermont
Jedan od ranih vladara Clermonta bio je Hugo I., kojeg se ponekad smatra prvim grofom Clermonta, ali je isto tako moguće da je bio samo lord Clermonta. Njegov je sin bio Renaud, prvi potvrđeni grof Clermonta.
- Renaud II., sin Huga I. i njegove žene Margarete te muž Adelajde od Vermandoisa i Klemencije od Bara
- Rudolf I. Crveni, sin Renauda i njegove druge žene Klemencije[1]
- Katarina, kći Rudolfa I. i dame Alise

Najstarije dijete grofa Rudolfa I. bila je grofica Katarina, koja je oca i naslijedila. Njezin je suprug bio grof Luj I. od Bloisa, koji je postao grof Clermonta de jure uxoris.

## Dinastija Blois
Luj i Katarina zajedno su vladali Clermontom. Njihov je sin bio Teobald, koji je prodao Clermont kralju Francuske, Filipu II.
- Luj I. od Bloisa i Katarina
- Teobald VI. od Bloisa, sin Luja i Katarine te unuk Teobalda V. Dobrog

## Dinastija Capet
Filip II. je dao Clermont svom sinu, princu Filipu Hurepelu.
- Filip Hurepel
- Albéric, sin Filipov (navodno se odrekao titule)[2]
- Ivana Clermontska, kći Filipova

Nakon Ivanine smrti, Clermont je pripao kruni. Kralj Francuske Luj IX. Sveti dao je Clermont svom sinu, princu Robertu.

## Dinastija Bourbon
- Robert od Clermonta, sin Luja IX.
- Luj I. Burbonski
- Petar I. Burbonski
- Luj II. Burbonski
- Ivan I. Burbonski
- Karlo I. Burbonski
- Ivan II. Burbonski
- Karlo II. Burbonski
- Petar II. Burbonski
- Suzana Burbonska
- Karlo III. Burbonski

## Dinastija Valois
- Karlo II. od Valoisa[3]

## Dinastija Capet
- Henrik od Orléansa, grof Pariza
- Franjo od Clermonta[4]